# 2566 Kirgizija
2566 Kirgizija (mednarodno ime je 2566 Kirghizia) je asteroid tipa V v glavnem asteroidnem pasu. 

## Odkritje
Asteroid je odkril ruski astronom Nikolaj Stepanovič Černih (1931 – 2004) 29. marca 1979 na Krimskem astrofizikalnem observatoriju v kraju Naučnij .

## Lastnosti
Asteroid Kirgizija obkroži Sonce v 3,83 letih. Njegova tirnica ima izsrednost 0,079, nagnjena pa je za 5,080° proti ekliptiki .